# Carl Joseph Traugott Henckel von Donnersmarck
Carl Joseph Traugott Graf Henckel von Donnersmarck (geb. 5. Januar 1773; gest. 26. Februar 1850) war ein königlich  preußischer Rittmeister und Landrat.

## Leben

Stammwappen der Henckel von Donnersmarck

Carl Joseph Traugott Graf Henckel von Donnersmarck war Angehöriger der österreichisch-deutschen Adelsfamilie Henckel von Donnersmarck. Er war der Sohn des Gottlieb Ernst Graf Henckel von Donnersmarck (1736–1810), Erbherr auf Matzdorf in Oberschlesien und dessen Ehefrau Louise Dorothea Marianne (1744–1794), geb. von Ohlen und Adlerscron. Nach einer Karriere beim Preußischen Heer, wo er bis zum Rittmeister aufstieg, wurde er um das Jahr 1800 Landrat im Landkreis Beuthen. Das Amt als Landrat übte er bis 1840 aus, sein Nachfolger wurde Adolph von Tieschowitz.

## Familie
Carl Joseph Traugott Graf Henckel von Donnersmarck heiratete in erster Ehe am 11. Februar 1804 Helene, geb. von Kraft (* 1787; † 14. August 1819). Aus dieser Ehe, die 1811 geschieden wurde, ging der Sohn und spätere preußische Major Graf Carl Lazarus Fedor Adolf Constantin, geb. am 19. Mai 1810, hervor.
In zweiter Ehe heiratete er am 12. April 1812 Luise, geb. von Salisch und Nassengrieff aus dem Haus Kochern in Niederschlesien (* 1. September 1789; † 25. September 1855 in Breslau). Die Kinder aus der zweiten Ehe waren:
- Graf Ottomar Karl Lazarus Leo Max, geb. am 25. März 1817, preußischer Premier-Lieutnant.
- Graf Lothar Oswald Colmar Hugo, geb. am 19. August 1819, Ehrenritter des Johanniterordens, preußischer Hauptmann und Compagnie-Chef im 4. Niederschlesischen Infanterie-Regiment Nr. 51.